# Der Widerspenstigen Zähmung
Der Widerspenstigen Zähmung (títol original en alemany, en català La musaranya domesticada) és una obra dramaticomusical en quatre actes composta  per Hermann Goetz sobre un llibret en alemany de Joseph Viktor Widmann, basat en La feréstega domada de William Shakespeare. Es va estrenar l'11 d'octubre de 1874 al Teatre Nacional de Mannheim de Mannheim.